# Flautas paleolíticas

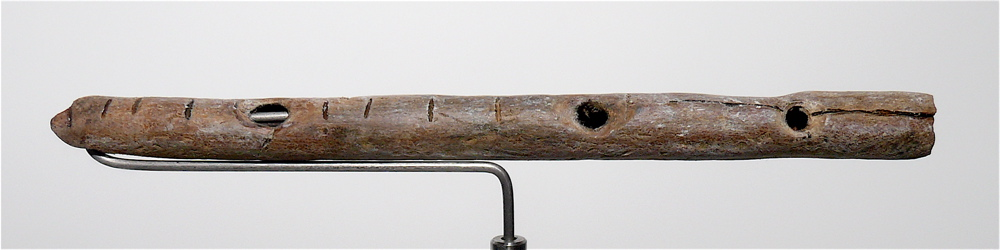
Flauta auriñaciense hecha de un hueso de animal, Geissenklösterle (Suabia).

Durante excavaciones arqueológicas regulares, se descubrieron varias flautas que datan del Paleolítico superior europeo en cuevas en la región de Jura de Suabia en Alemania. Fechados y probados de forma independiente por dos laboratorios, en Inglaterra y Alemania, los artefactos son productos auténticos de la cultura arqueológica auriñaciense. Las flautas auriñacienses se crearon hace entre 43 000 y 35 000 años. Las flautas, hechas de hueso y marfil, representan los primeros instrumentos musicales conocidos y proporcionan una evidencia inequívoca de la música prehistórica.
Las flautas se encontraron en cuevas con los ejemplos más antiguos conocidos de arte figurativo. La música y la escultura como expresión artística se han desarrollado simultáneamente entre los primeros humanos de Europa, ya que la región se considera un área clave en la que se han desarrollado diversas innovaciones culturales. Además de los fines recreativos y religiosos, tal música ritual podría haber ayudado a mantener redes sociales más grandes. Esto pudo haber proporcionado una ventaja competitiva sobre los neandertales.

## Primeras flautas
En 2006, la flauta Hohle Fels fue descubierta en la cueva Hohle Fels en Jura de Suabia en Alemania. La flauta está hecha de un radio de buitre perforado con cinco agujeros para los dedos y data de hace aproximadamente 35 000 años. Varios años antes, se encontraron dos flautas hechas de hueso de cisne mudo y una hecha de marfil de mamut lanudo en la cercana cueva de Geissenklösterle. El equipo que hizo el descubrimiento de Hohle Fels escribió que estos hallazgos eran, en ese momento, la evidencia más temprana de que los humanos estaban involucrados en la cultura musical. Sugirieron que la música pudo haber ayudado a mantener los lazos entre grupos más grandes de humanos y que esto pudo haber ayudado a la especie a expandirse tanto en número como en rango geográfico. En 2012, un nuevo examen de datación por carbono de alta resolución reveló una edad de 42 000 a 43 000 años para las flautas de la cueva de Geissenklösterle, lo que sugiere que podrían ser más antiguas que la de la cueva de Hohle Fels.
El artefacto conocido como flauta de Divje Babe, que se descubrió en Eslovenia en 1995, también se ha sugerido como la flauta paleolítica más antigua, aunque esta afirmación ha sido cuestionada. El artefacto es un fémur de oso de las cavernas de unos 43 100 perforado con agujeros espaciados. Su descubridor sugirió que los agujeros fueron hechos por el hombre y que originalmente pudo haber cuatro antes de que se dañara el objeto. Sin embargo, otros científicos han argumentado que los agujeros fueron realizados por el mordisco de un animal.